# HD 23596
HD 23596は、ペルセウス座の方角に約170光年の位置にある7等級の恒星である。光度は太陽の2.63倍である。HD 23596の質量、半径、有効温度、金属量は太陽を上回り、年齢は太陽に近い。スペクトル型がF8V型のF型主系列星である。2021年には、ガイア衛星による早期データリリース第3版 (EDR3) の結果から、少し離れたところにある12等級の赤色矮星が周囲を公転する伴星であることが明らかになった。
| 太陽 | HD 23596  |
| ---- | --------- |
| 太陽 | Exoplanet |

## 惑星系
2002年6月、オート＝プロヴァンス天文台におけるドップラー分光法での捜索によって、HD 23596 の周囲を公転している大質量の太陽系外惑星 HD 23596 b が発見された。2022年に発表されたヒッパルコス衛星とガイア衛星によるアストロメトリ観測の分析結果から、下限質量しか求められていなかった HD 23596 b の真の質量と軌道傾斜角が求められた。発見当初に求められた下限質量は木星の7.71倍であったが、この研究で実際には木星の12倍弱の質量を持っていることが明らかになった。
| 名称 （恒星に近い順） | 質量                   | 軌道長半径 （天文単位） | 公転周期 (年)      | 軌道離心率    | 軌道傾斜角             | 半径 |
| --------------------- | ---------------------- | ----------------------- | ------------------ | ------------- | ---------------------- | ---- |
| b                     | 11.914+0.990 −1.768 MJ | 2.694+0.107 −0.118      | 4.203+0.021 −0.025 | 0.266 ± 0.014 | 38.898+15.759 −77.179° | —    |